# Spoorlijn aansluiting Saardamm - Bous
De spoorlijn aansluiting Saardamm - Bous is een Duitse spoorlijn in Saarland en is als spoorlijn 3232 onder beheer van DB Netze. 

## Geschiedenis
Het traject werd door de Preußische Staatseisenbahnen geopend tussen 1907 en 1908. Het gedeelte tussen Hostenbach en Bous werd in 1945 gesloten na het opblazen van de brug over de Saar. In 1983 werd het reguliere personenvervoer opgeheven.

## Treindiensten
De lijn is alleen in gebruik voor goederenvervoer

## Aansluitingen
In de volgende plaatsen is of was er een aansluiting op de volgende spoorlijnen:
aansluiting Saardamm
DB 3231, spoorlijn tussen Rémilly en Saarbrücken
DB 3233, spoorlijn tussen de aansluiting Saarbrücken West en aansluiting Saardamm
DB 3234, spoorlijn tussen de aansluiting Saardamm en Saarbrücken Rangierbahnhof
Fürstenhausen
DB 3226, spoorlijn tussen Fürstenhausen en Kraftwerk Fenne
DB 3236, spoorlijn tussen Fürstenhausen en Grube Warndt
DB 3237, spoorlijn tussen Fürstenhausen en Kokerei Saarbergwerke
Hostenbach
DB 3290, spoorlijn tussen Überherrn en Völklingen
DB 3294, spoorlijn tussen Hostenbach Kohlenbahnhof en Völklingen
Bous (Saar)
DB 3230, spoorlijn tussen Saarbrücken en Karthaus
DB 3296, spoorlijn tussen Röhrenwerke Bous en Bous

## Elektrificatie
Het traject werd in 1962 geëlektrificeerd met een wisselspanning van 15.000 volt 16 2/3 Hz. In 1990 werd de bovenleiding tussen Fürstenhausen en Hostenbach weer afgebroken.

## Galerij

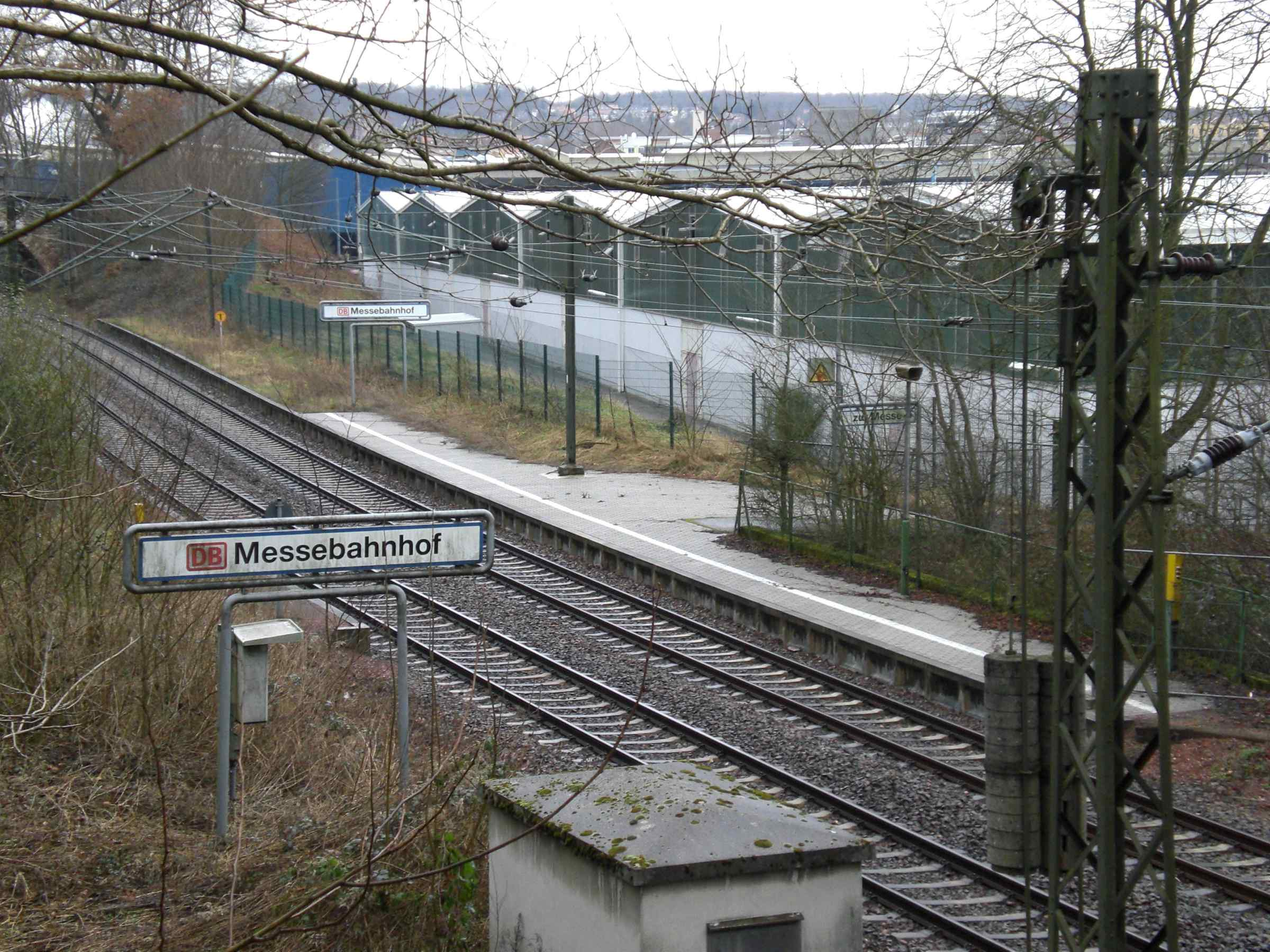
Saarbrücken Messebahnhof